# Nu tändas tusen juleljus

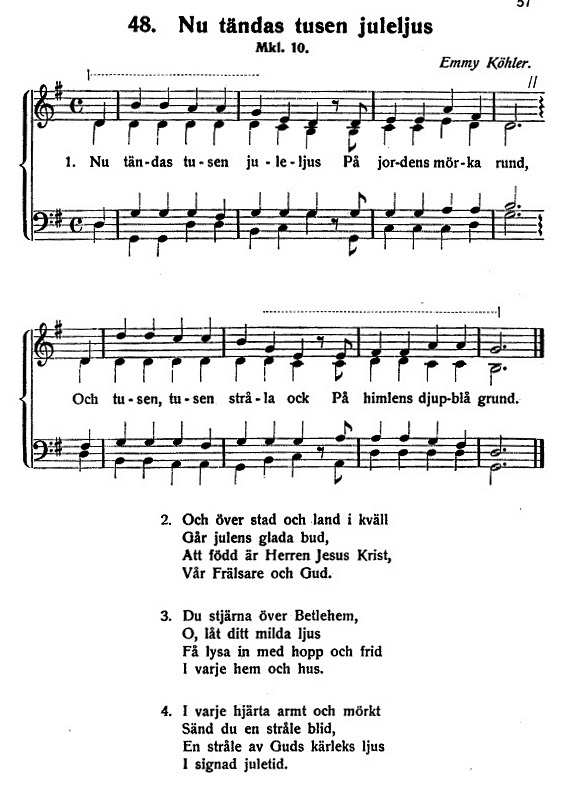

Nu tändas tusen juleljus (со швед. — «Вот загораются тысячи рождественских огней») — рождественская песня, написанная в 1898 году шведским композитором Эмми Кёлер. Песня была особенно популярна в 20-м веке, её пели и в церквях, и в домах, и в школах.
Каверы на данную песню делали такие певцы и группы как Карола (в 1983), Wizex (в 1993) и Лилль Линдфорс (в 1991). Шведская панк-группа Ebba Grön, которые записали песню в 1980 году, изменили текст и назвали песню «Nu släckas Tusen människoliv» («Вот тысячи человеческих жизней уходят»), в данной версии песни поётся о жизни бездомных.

## На других языках
- Датский язык: Nu tændes tusind julelys
- Фарерский язык: Nu tendrast túsund jólaljós
- Исландский язык: Við kveikjum einu kerti á
- Норвежский язык: Nå tennes tusen julelys
- Индонезийский язык: Seribu Lilin

Считается, что песня В лесу родилась ёлочка была написана на основе этой песни в 1905 году композитором-любителем Леонидом Карловичом Бекманом. Мелодия песни лишь немного отличаются от шведской версии.